# Níjniaia Mossólovka
Níjniaia Mossólovka (en rus: Нижняя Мосоловка) és un poble de l'óblast de Lípetsk, a Rússia, que el 2011 tenia 89 habitants. Pertany al districte rural d'Úsman.